# Семунд Мудрий
Семунд Сіґфуссон (ісл. Sæmundr Sigfússon, або Семунд Мудрий (ісл. Sæmundr fróði); *1056 — †1133) — ісландський священник та вчений. Відомо, що Семунд вчився за кордоном: раніше вважалося, що у Франції, проте сучасні науковці вважають, що у Франконії. В Ісландії він заснував школу в Одді. Семунд належав до клану Оддавер'яр та мав сина Лофтура Саймундссона.
Семунд писав латиною працю про історію норвезьких королів. Нині її вважають втраченою, проте вона послужила джерелом для пізніших авторів, зокрема Сноррі Стурлусона. Поема Nóregs konungatal підсумувала працю Семунда. Авторство «Старшої Едди», чи принаймні редакторську роль зазвичай приписували Семундові, проте нині цей факт є спірним.

## В ісландському фольклорі
Семунд Мудрий відомий в ісландському фольклорі як управний чаклун. Він з'являється кілька разів у збірці Jón Árnason, Íslenzkar Þjóðsögur og Æfintýri (Казки та легенди Ісландії, 1862) і у французькій збірці цих казок, опублікований Хосе Корті, де він є героєм принаймні восьми казок. Семунд найчастіше виступає у ролі трікстера, який обдурює чортів і самого диявола, або ж використовує демонів для своїх потреб. Він був священником у Одді (Oddi), де за легендою винайшов ліки для короля Норвегії. Втім, навряд чи ця легенда відповідає історичним фактам (Ісландія потрапила під владу короля Норвегії лише 1262 року). Смерть Семунда також супроводжували містичні періпетії.